# Sage Watson
Sage Watson (* 20. Juni 1994 in Medicine Hat) ist eine kanadische Hürdenläuferin, die sich auf die 400-Meter-Distanz spezialisiert hat und wegen ihrer Sprintstärke auch in der 4-mal-400-Meter-Staffel eingesetzt wird.

## Sportliche Laufbahn
Erste internationale Erfahrungen sammelte Sage Watson bei den Jugendweltmeisterschaften 2011 nahe Lille, bei denen sie in 61,04 s den achten Platz im 400-Meter-Hürdenlauf belegte. Zudem gewann sie mit der Sprintstaffel (1000 Meter) in 2:05,72 min die Bronzemedaille hinter Jamaika und den Vereinigten Staaten. Im Jahr darauf erreichte sie bei den Juniorenweltmeisterschaften in Barcelona das Halbfinale, in dem sie mit 58,04 s ausschied. Zudem erreichte sie mit der kanadischen 4-mal-400-Meter-Staffel in 3:37,84 min den sechsten Platz. 2013 siegte sie bei den Panamerikanischen Juniorenmeisterschaften in Medellín in 56,81 s im Hürdenlauf und sicherte sich in 52,68 s die Bronzemedaille im 400-Meter-Lauf sowie in 3:41,52 min die Silbermedaille mit der Staffel.
2015 erfolgte die Teilnahme an den Panamerikanischen Spielen in Toronto, bei denen sie mit 58,36 s in der ersten Runde ausschied und mit der kanadischen Stafette in 3:27,74 min die Bronzemedaille hinter den Teams aus den Vereinigten Staaten und Jamaika gewann. Bei den anschließenden Weltmeisterschaften in Peking gelangte sie bis in das Halbfinale, in dem sie mit 56,38 s ausschied. Zudem belegte sie mit der Staffel in 3:27,69 min im Finale den siebten Platz. Im Jahr darauf nahm sie an den Olympischen Spielen in Rio de Janeiro teil und schied dort mit 55,44 s im Halbfinale aus. Außerdem kam sie mit der kanadischen Staffel in 3:26,43 min im Finale auf den vierten Platz. 2017 wurde sie bei den Weltmeisterschaften in London mit 54,92 s im Finale Sechste. Im Jahr darauf belegte sie bei den Commonwealth Games im australischen Gold Coast in 55,55 s den fünften Platz. Bei den Panamerikanischen Spielen 2019 in Lima gewann sie in 55,16 s die Goldmedaille über 400 Meter Hürden. Mit der kanadischen 4-mal-400-Meter-Staffel holte sie außerdem Silber hinter der US-Mannschaft. Anschließend gelangte sie bei den Weltmeisterschaften in Doha das Finale und belegte dort in 54,82 s den achten Platz, nachdem sie im Halbfinale mit 54,32 s einen neuen kanadischen Landesrekord aufgestellt hatte. Zudem erreichte sie auch im Staffelbewerb das Finale, wurde dort aber disqualifiziert. 2021 nahm sie erneut an den Olympischen Sommerspielen in Tokio teil und schied dort mit 55,51 s im Halbfinale aus und im Staffelbewerb gelangte sie mit 3:21,84 min auf Rang vier.
2022 startete sie mit der Staffel bei den Hallenweltmeisterschaften in Belgrad und verpasste dort mit 3:31,45 min den Finaleinzug.
2011, 2017 und 2019 wurde Watson Kanadische Meisterin im 400-Meter-Hürdenlauf. Zudem sicherte sie sich 2017 den Titel bei den NCAA-Meisterschaften. Sie absolvierte ein Marketingstudium an der University of Arizona und ist aktuell Studentin an der Florida State University.

## Persönliche Bestzeiten
- 400 Meter: 51,62 s, 17. März 2018 in Tucson
  - 400 Meter (Halle): 51,84 s, 11. März 2017 in College Station
- 400 m Hürden: 54,32 s, 2. Oktober 2019 in Doha (kanadischer Rekord)